# 辛波特·桑登猜
辛波特·桑登猜（皇家轉寫：Somphot Saengdueanchai，1941年5月24日—2021年8月26日）或稱沙嘉華（漢名），是華裔泰国籍的电影导演、制片人，特摄电影技术的创造者之一。其导演的知名作品有《猴王大戰七超人》《哈努曼与假面五骑士》等。

## 經歷
1942年，辛波特·桑登猜出生于泰国北榄府帕巴登县的一个泰国华人家庭，父亲是出身中国广东省的华侨。
曼谷技術專科学校電影科畢業。在泰國政府儲蓄銀行宣傳部工作時有志於特攝電影製作，於1962年至日本留学。留学費用由儲蓄銀行跟三井銀行對半提供，師事東宝圓谷英二以學習特攝技術。1963年末學成歸國，離開銀行成立采耀公司。
1973年泰國特攝電影《大殿》（ท่าเตียน）上映，翌年與圓谷合作特攝電影《火星人》，由《大殿》片中寺廟巨人與圆谷制作的詹伯a共演，以及衍生作品《猴王大戰七超人》陸續上映。1985年以後改走製作電視節目路線。
與圓谷製作第三代社長圓谷皐情同手足，但在他去世後，辛波特主張擁有《超人力霸王系列》海外權利而引起争议，歷經多年官司纏訟和遭人背叛下心力交瘁，相關設施又逢2011年水災肆虐，遂終止製作業務。
辛波特·桑登猜於2021年8月26日因癌症逝世，享年80歲。

## 外部連結
- Sompote Sands在互联网电影资料库（IMDb）上的資料（英文）